# Stortjärnen (Rätans socken, Jämtland, 692047-144036)
Stortjärnen är en sjö i Bergs kommun i Jämtland och ingår i Ljusnans huvudavrinningsområde.